# Universitätsbibliothek Dillingen

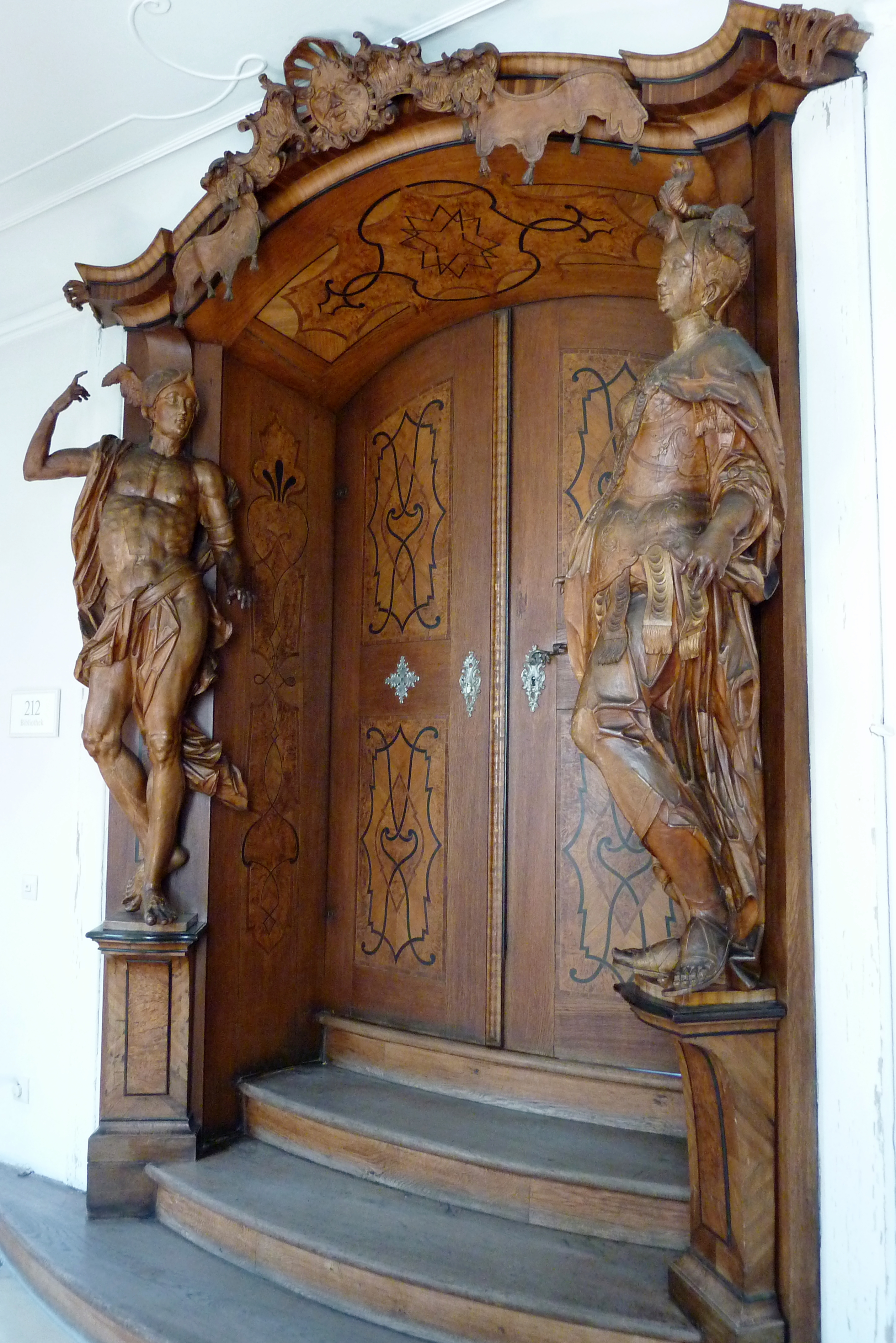
Tür der Universitätsbibliothek

Die Universitätsbibliothek in Dillingen an der Donau, einer Stadt im  bayerischen Regierungsbezirk Schwaben, war die Bibliothek der 1549 als Collegium St. Hieronymi gegründeten Hochschule der Jesuiten, die 1551 zur Universität erhoben wurde und bis 1803 bestand. Sie befindet sich in der Kardinal-von-Waldburg-Straße und ist heute in die Gebäude der Akademie für Lehrerfortbildung und Personalführung integriert. Neben der Studienkirche und dem Goldenen Saal ist der im Übergang vom Barock zum Rokoko geschaffene Bibliothekssaal eines der Schmuckstücke der einstigen Bildungsanstalt. Er wird heute von der Studienbibliothek Dillingen genutzt.

## Geschichte
Man geht davon aus, dass die Dillinger Hochschule bereits bei ihrer Gründung durch den Augsburger Fürstbischof Otto Truchsess von Waldburg mit einer Bibliothek ausgestattet wurde. 1567 wurde die Bibliotheca im novum Collegium, dem 1565/68 errichteten Konviktbau der Professoren des Collegium Soc. Jesu Dilingae B.V.M. (Dillinger Kolleg der Gesellschaft Jesu von der Seligen Jungfrau Maria) untergebracht und 1577 an dessen Westseite in einen Raum verlegt, der schlecht als Wohnraum zu nutzen war. Als in den Jahren 1713 bis 1738 dieses Gebäude durch eine großzügige Vierflügelanlage ersetzt wurde, richtete man dort im Nordflügel, in dessen zum Garten vorspringenden Mittelrisalit, eine über das zweite und dritte Stockwerk reichende Bibliothek ein, deren Dach noch heute von einem Dachreiter bekrönt wird. In den beiden unteren Etagen befanden sich das Refektorium und ein Rekreationsraum. Der Buchbestand der Bibliothek war im Lauf der Zeit stark angewachsen und musste den Ansprüchen einer Universität mit vier Fakultäten, die ein Humanistisches Gymnasium miteinschloss, genügen. 
Nach der Aufhebung des Jesuitenordens durch Papst Clemens XIV. im Jahr 1773 gelangte die Universität an das Hochstift Augsburg und infolge der Säkularisation in Bayern 1802 an das Kurfürstentum und spätere Königreich Bayern. Am 3. November 1803 hob der neue Landesherr Maximilian die Universität auf. In Dillingen verblieben das Gymnasium und das Priesterseminar. Die Universität wurde in ein Lyceum umgewandelt und die ehemalige Universitätsbibliothek wurde in Kreis- und Studienbibliothek, von 1806 bis 1918 mit dem Zusatz Königlich versehen, umbenannt. 
Zu Beginn des 19. Jahrhunderts wurde die Bibliothek durch die Bestände der säkularisierten Klöster Wettenhausen, Elchingen und Fultenbach erheblich bereichert. Nach Friedrich Zoepfl kamen aus dem Kloster Elchingen über 5000 Bände. Von den 4000 Büchern aus dem Kloster Fultenbach verblieben nach Aussortierung in Dillingen über 1100 Bände. Aus dem Kloster Wettenhausen übernahm die Studienbibliothek über 2500 Bände.
1965 wurde die Bibliothek, die sich zwischenzeitlich weit über den ursprünglichen Bibliothekssaal ausgebreitet hatte, ausgelagert und an ihren heutigen Standort, das Gebäude des alten Gymnasiums, verlegt. An dieser Stelle befand sich das Kosthaus, das sogenannte Domus S. Hieronymi, das 1579/80 als Unterkunft für mittellose Studenten errichtet und 1697 erneuert worden war. 1724/25 wurde dort das heutige Gebäude errichtet, in dem bis zum Bau des Johann-Michael-Sailer-Gymnasiums in den 1960er Jahren das alte Gymnasium untergebracht war. Um den Bestand von 140 000 Bänden aufnehmen zu können, wurde das ehemalige Gymnasium umgebaut und im Innern entkernt. Außerdem wurden ein Ausstellungsraum und ein Lesesaal mit 3500 Bänden eingerichtet. Im historischen Bibliothekssaal werden weiterhin besonders wertvolle Werke aufbewahrt wie eine Inkunabel oder Exlibris aus dem 15. Jahrhundert, die als die ältesten im deutschen Sprachraum gelten.

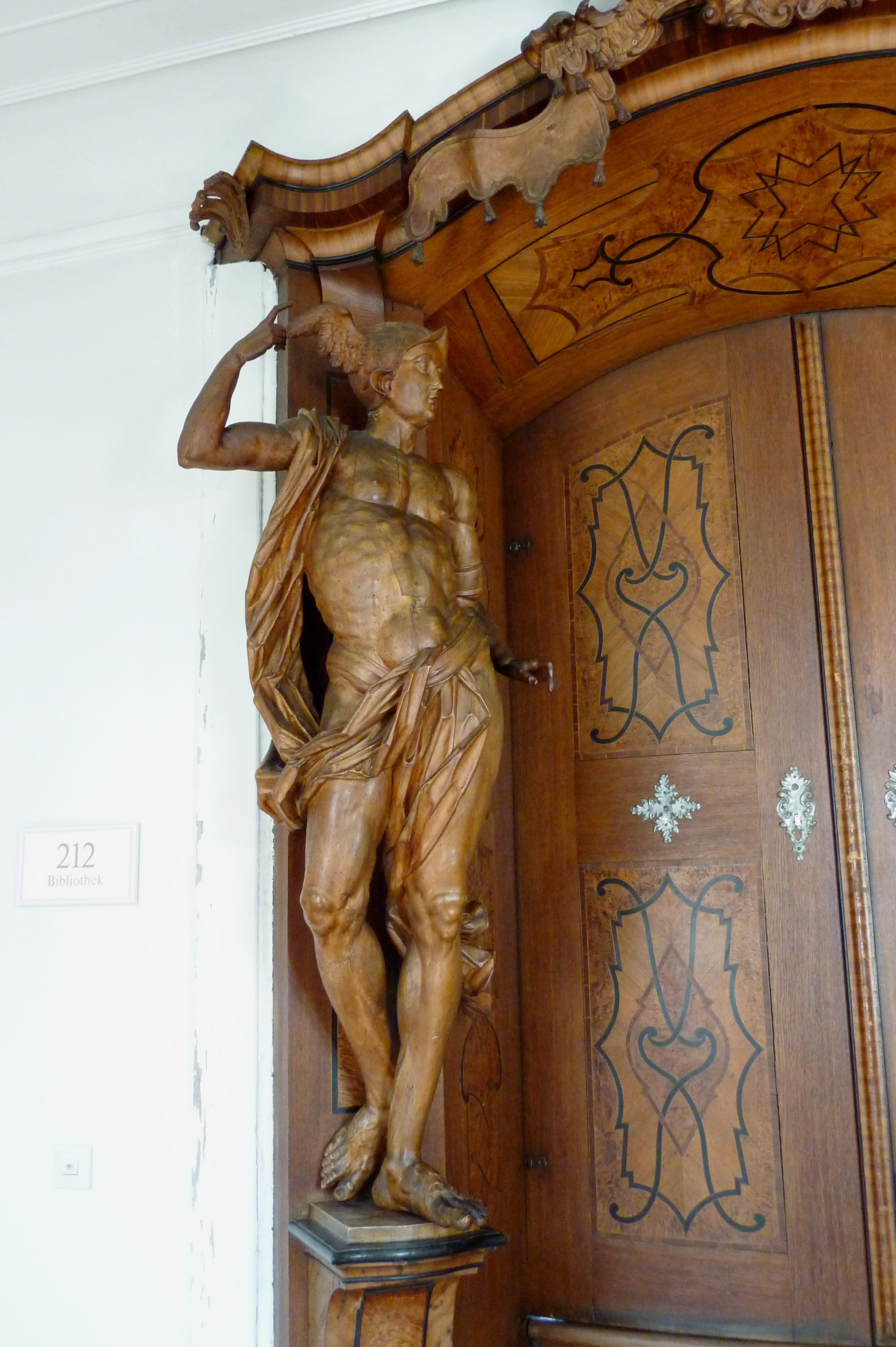
Skulptur des Merkur an der Tür der Universitätsbibliothek

## Bibliothekssaal
Der zweigeschossige Raum erstreckt sich über ein Rechteck und ist in sieben Achsen gegliedert.

### Holzschnitzereien
Den Eingang zur Bibliothek bilden intarsierte Türen, die außen von lebensgroßen Schnitzfiguren der Minerva und des Merkur gerahmt werden. Sie wurden wie die reichen Holzschnitzereien der Bibliothekseinrichtung, die allerdings niemals vollendet wurden, von Johann Georg Bschorer geschaffen. Die drei Seiten umlaufende Galerie wird von teils gewundenen, teils glatten Säulen getragen, die mit phantasievoll skulptierten Kapitellen mit kleinen Engelsfiguren verziert sind. Auf den Regalen zwischen den Fenstern stehen die Figuren der Evangelisten, der Apostel Petrus und Paulus, die seitlich von schwebenden Engeln umgeben sind. Die Putten der oberen Regale tragen die Attribute der Wissenschaften, zwei sitzende Putten halten Reliefkartuschen in den Händen.

### Deckenfresko
Die gesamte Deckenfläche ist mit einem Fresko des Münchner Hoftheatermalers Joseph Ignaz Schilling ausgefüllt. Zentrum der Darstellung ist der Heilige Geist, der als Quelle aller Wissenschaft und Weisheit in Gestalt einer Taube über einer von sieben Säulen getragenen Trompe-l’œil-Kuppel schwebt. Am unteren Rand der Kuppel thront die Weisheit. Sie ist umgeben von den Allegorien der Arithmetik (mit Buch und Äskulapstab), der Geometrie (mit Winkel), der Astronomie (mit Globus) und der Naturwissenschaft (mit Kräutern und Salbendose), in deren Mitte Justitia mit verbundenen Augen, in der rechten Hand ein Schwert und eine Waage in der Linken, auf einer Wolke sitzt. Die linke weibliche Figur darunter ist symbolhaft für die geistliche Macht mit einem Buch und zwei Schlüsseln in den Händen dargestellt und leitet zur Figurengruppe um den Papst am äußeren Rand des Freskos über. Die rechte weibliche Figur über der Darstellung des Kaisers ist mit einem Liktorenbündel und einem lorbeerumrankten Schwert, den Insignien der weltlichen Macht, ausgestattet.
Am östlichen Teil des Freskos leitet ein Adler, Symbol des Evangelisten Johannes, zu den Disziplinen der Theologie über, an deren Spitze eine weibliche Figur mit blauem Barett, die Personifizierung der Theologie, schwebt. Die anderen 
Frauengestalten stellen dar: Dogmatik (mit aufgeschlagenem Buch und Fackel), Moraltheologie (mit geschlossenem Buch und Herz), Exegese (mit Schloss und Schlüssel). Auf der rechten Seite stürzt der Erzengel Michael einen Ketzer in den Abgrund.
Den unteren Bildrand bevölkern links die Kirchenlehrer Thomas von Aquin und Bonaventura, die Apostel Johannes und Paulus, in deren Mitte Moses mit den Gesetzestafeln dargestellt ist. Auf der rechten Seite sind der hl. Augustinus und der hl. Hieronymus vertreten, die zu den Großen abendländischen Kirchenvätern zählen.
Am östlichen Bildrand wird an die beiden Jesuitenheiligen Ignatius von Loyola und Franz Xaver erinnert und am westlichen Bildrand an die Schutzpatrone der medizinischen Fakultät Cosmas und Damian.